# Chi Trăn
Tên thông thường (tiếng Anh): pythons.
Chi Trăn (Python, bắt nguồn từ chữ (πύθων/πύθωνας) trong tiếng Hy Lạp và trước đó là chữ פתן (Peten) trong tiếng Hebrew và chữ בת'ן (Bethen) trong tiếng Canaan) là một chi trăn thuộc họ cùng tên (Pythonidae), sống ở Châu Á và Châu Phi. Hiện nay, chi Trăn có 7 loài được công nhận. Trong đó, loài trăn P. reticulatus là thành viên có chiều dài lớn nhất thuộc phân bộ Rắn.

## Phân bố địa lý
Các thành viên của chi Trăn xuất hiện ở vùng châu Phi nhiệt đới, phía Nam sa mạc Sahara; tuy nhiên nó không có mặt ở Nam Phi, vùng cực Tây Nam châu Phi và đảo Madagascar. Ở châu Á, chi này phân bố từ Bangladesh, Nepal, Ấn Độ, Pakistan, Sri Lanka (bao gồm cả quần đảo Nicobar) cho tới Myanma, Đông Dương, miền Tây Nam Trung Quốc, Hồng Kông, đảo Hải Nam và đến tận vùng Malaya và Philippines.
P. molurus và P. sebae được xem là loài xâm hại ở Bắc Mỹ. Chúng hiện đã khá phổ biến ở miền Nam Florida và vùng Everglades.

## Danh sách loài
| Pháp danh      | Người đặt tên         | Phân loài* | Tên thông thường             | Phân bố địa lý |
| -------------- | --------------------- | ---------- | ---------------------------- | --- |
| P. anchietae   | Bocage, 1887          | 0          | Trăn Angola                  | Tại Châu Phi, ở miền Nam Angola và miền Bắc Namibia. |
| P. curtus      | Schlegel, 1872        | 2          | Trăn cộc                     | Tại Đông Nam Á, ở miền Nam Thái Lan, Malaysia (tại bán đảo Malaya và ở Sarawak) (bao gồm cả Pinang) và Indonesia (Sumatra, quần đảo Riau, quần đảo Lingga, quần đảo Bangka, quần đảo Mentawai và Kalimantan). |
| P. molurus     | (Linnaeus, 1758)      | 1          | Trăn đất                     | Pakistan, Ấn Độ, Sri Lanka, miền Nam Nepal, Bangladesh, Myanma, miền Nam Trung Hoa, (từ Tứ Xuyên, Vân Nam tới Phúc Kiến, Hải Nam, Hồng Kông), Thái Lan, Lào, Việt Nam, Campuchia, bán đảo Mã Lai và Indonesia (Java, Sumbawa, Sulawesi). |
|                | (Shaw, 1802)          | 0          | Trăn hoàng gia/Trăn quả bóng | Tại châu Phi, ở Senegal, Mali, Guinea-Bissau, Guinea, Sierra Leone, Liberia, Bờ Biển Ngà, Ghana, Bénin, Niger, Nigeria, Cameroon, Tchad, Cộng hòa Trung Phi cho tới Sudan và Uganda. |
| P. reticulatus | (Schneider, 1801)     | 0          | Trăn gấm                     | Tại Đông Nam Á, từ quần đảo Nicobar, Myanmar, Thái Lan, Lào, Campuchia, Việt Nam, Malaysia, cho tới Indonesia và quần đảo Indo-Australia (Sumatra, quần đảo Mentawai, quần đảo Natuna, Borneo, Sulawesi, Java, Lombok, Sumbawa, Sumba, Flores, Timor, quần đảo Maluku, quần đảo Tanimbar) và Philippines (Basilan, Bohol, Cebu, Leyte, Luzon, Mindanao, Mindoro, quần đảo Negro, Palawan, Panay, Polillo, Samar, Tawi-Tawi).                |
|                | (Gmelin, 1788)        | 1          | Trăn đá châu Phi             | Tại châu Phi, phía Nam sa mạc Sahara từ Senegal tới Ethiopia và Somalia, bao hàm Guinea-Bissau, Mali, Guinea, Sierra Leone, Liberia, Bờ Biển Ngà, Thượng Volta, Ghana, Togo, Niger, Nigeria, Cameroon, Guinea Xích đạo, Chad, Cộng hòa Trung Phi, Cộng hòa Dân chủ Congo, Angola, Rwanda, Burundi, Sudan, Uganda, Kenya, Tanzania, Zambia, Malawi, Mozambique, Zimbabwe tới phía Nam tới Namibia, Botswana và Đông Bắc Nam Phi (tới Natal). |
|                | (Peters, 1876)        | 0          | Trăn Timor                   | Tại Indonesia trên quần đảo Hạ Sunda (Flores, Lombien và quần đảo Timor). |
| P. europaeus†  | Syzndlar & Rage, 2003 | 0          | -                            | Đã tuyệt chủng. Hóa thạch tìm thấy tại Pháp. |

*) Không bao gồm phân loài nguyên chủng.

T) Loài điển hình.

## Công dụng
Da trăn được sử dụng để làm quần áo hoặc phụ kiện thời trang như áo khoác, thắt lưng, giày ống, dép, và túi xách. Nó cũng có thể được kéo dãn và làm thành dây đàn của một số nhạc cụ, chẳng hạn như erhu cành-fiddle, sanxian và sanshin lutes; đôi khi được dùng làm nguyên liệu trong việc chế tác một số bộ phận của đàn nhị hồ (二胡).

### Thú nuôi
Nhiều loài Python, chẳng hạn như P. regius, P. brongersmai, P. bivittatus và P. reticulatus thường được ưa chuộng để giữ làm thú nuôi vì sự dễ chăm sóc, tính khí dẻo dai và màu sắc sống động; với một số đột biến hiếm gặp đã được bán với giá vài ngàn đô la. Mặc dù có những tranh luận nảy sinh từ các báo cáo của các phương tiện truyền thông, với các thủ tục an toàn thích hợp, những con trăn dùng để làm thú cưng tương đối an toàn để sở hữu.